# Miramelsmots
Núria Pujolàs Puigdomènech (Cànoves, 21 de setembre de 1971) és @miramelsmots a les xarxes socials (Facebook, Twitter, Instagram). Estudià economia a la Universitat de Barcelona. Durant un període d'uns dos anys està en contacte amb Lluís Maria Xirinacs. Ell va ser el que l'animà a escriure i ella li va fer cas. Va escriure articles a diversos mitjans digitals, i va realitzar entrevistes a les revistes D'aquí, Vallesos, Dialogal així com al canal de televisió VOTV. L'any 2014 guanyà el Premi de Poesia d'Òmnium Cultural al Vallès Oriental. Ha publicat textos il·lustrats en reculls en format de talonari. És autora del poemari V de Bes (Voliana edicions, 2015) i coautora, juntament amb Miquel Santaeulària, del recull Lletres de canvi (Témenos Edicions).